# Yasmin Schnack
Yasmin Schnack (* 4. Mai 1988 in Reno, Nevada) ist eine ehemalige US-amerikanische Tennisspielerin.

## Karriere
Schnack gewann auf ITF-Turnieren zwei Einzel und elf Doppeltitel.
2012 nahm sie an der Doppelkonkurrenz der Wimbledon Championships teil und 2013 am Mixed-Turnier der US Open; sie schied jeweils in der ersten Runde aus.
Im September 2013 absolvierte sie ihr letztes Match auf der Damentour.

## Turniersiege

### Einzel
| Nr. | Datum            | Turnier      | Kategorie   | Belag     | Finalgegnerin  | Ergebnis       |
| --- | ---------------- | ------------ | ----------- | --------- | -------------- | -------------- |
| 1   | 10. Oktober 2010 | Mexiko-Stadt | ITF $10.000 | Hartplatz | Andrea Benítez | 6:3, 6:1       |
| 2   | 15. Januar 2012  | Saint-Martin | ITF $10.000 | Hartplatz | Amandine Hesse | 6:74, 6:2, 6:1 |

### Doppel
| Nr. | Datum              | Turnier             | Kategorie   | Belag     | Partnerin        | Finalgegnerinnen                      | Ergebnis          |
| --- | ------------------ | ------------------- | ----------- | --------- | ---------------- | ------------------------------------- | ----------------- |
| 1.  | Juli 2009          | Evansville          | ITF $10.000 | Hartplatz | Maria Sanchez    | Kaitlyn Christian Lindsey Nelson      | 4:6, 6:1, [10:4]  |
| 2.  | 19. September 2010 | Redding             | ITF $25.000 | Hartplatz | Christina Fusano | Kim Anh Nguyen Jelena Pandžić         | 6:2, 3:6, [10:6]  |
| 3.  | 26. September 2010 | Mazatlán            | ITF $10.000 | Hartplatz | Ivana King       | Yawna Allen Monica Neveklovska        | 6:4, 3:6, [10:5]  |
| 4.  | 10. Oktober 2010   | Mexiko-Stadt        | ITF $10.000 | Hartplatz | Ivana King       | Elizabeth Ferris Nicole Robinson      | 6:72, 6:3, [10:7] |
| 5.  | 17. September 2011 | Redding             | ITF $25.000 | Hartplatz | Maria Sanchez    | Brittany Augustine Whitney Jones      | 7:62, 4:6, [10:7] |
| 6.  | Januar 2012        | Le Gosier           | ITF $10.000 | Hartplatz | Whitney Jones    | Keren Shlomo Margarita Lasarewa       | 2:6, 6:4, [16:14] |
| 7.  | 4. Februar 2012    | Rancho Santa Fe     | ITF $25.000 | Hartplatz | Maria Sanchez    | Iryna Burjatschok Elizaveta Ianchuk   | 7:64, 4:6, [10:8] |
| 8.  | 18. Februar 2012   | Surprise            | ITF $25.000 | Hartplatz | Maria Sanchez    | Mihaela Buzărnescu Walerija Solowjowa | 6:4, 6:3          |
| 9.  | 28. April 2012     | Charlottesville (1) | ITF $50.000 | Sand      | Maria Sanchez    | Jelena Bowina Julia Glushko           | 6:2, 6:2          |
| 10. | 3. Juni 2012       | Sacramento          | ITF $50.000 | Hartplatz | Asia Muhammad    | Kaitlyn Christian Maria Sanchez       | 6:3, 7:64         |
| 11. | 23. September 2012 | Albuquerque (2)     | ITF $75.000 | Hartplatz | Asia Muhammad    | Irina Falconi Maria Sanchez           | 6:2, 1:6, [12:10] |